# Park Krajobrazowy Podlaski Przełom Bugu
Park Krajobrazowy Podlaski Przełom Bugu – park krajobrazowy położony na terenie województwa lubelskiego i mazowieckiego. Został utworzony w 1994 roku.
Zajmuje powierzchnię 30 904 ha, z czego 15 511 ha leży w województwie lubelskim, a 15 393 ha w mazowieckim. Jego otulina zajmuje 17 131 ha – 9222 ha w województwie lubelskim i 7909 ha w mazowieckim.
Obszar parku odznacza się dużą różnorodnością siedlisk (ponad 760 gatunków roślin w tym 22 objęte ochroną gatunkową i 141 gatunków ptaków w tym wiele rzadkich i ginących).
Krajobraz urozmaicają niewysokie, łagodnie zarysowane wzgórza, pozostałości po ostatnim zlodowaceniu. Ponadto głównym walorem przyrodniczym parku jest niepoddana regulacji, meandrująca rzeka Bug. Przyroda wolna od ludzkiej ingerencji tworzy tu wiele unikatowych mikrokrajobrazów.
Przez park biegnie Nadbużański Szlak Pieszy, oznaczony kolorem czerwonym. Aby ruch turystyczny i krajoznawczy nie czynił w środowisku szkód, przygotowano trasy trzech ścieżek dydaktyczno-przyrodniczych, na których jest możliwość prowadzenia zajęć interdyscyplinarnych z zakresu biologii, geografii, historii regionu.
W parku istnieje siedem rezerwatów przyrody o bardzo zróżnicowanym charakterze:
- Czapli Stóg
- Łęg Dębowy koło Janowa Podlaskiego
- Kózki
- Mierzwice
- Szwajcaria Podlaska
- Stary Las
- Toczna
- Zabuże